# L'Héritage empoisonné
L'Héritage empoisonné (Tjockare än vatten, « Plus épais que l'eau ») est une série télévisée dramatique suédoise en deux fois 10 épisodes produite pour SVT et YLE suivie d'une 3e saison de 7 épisodes. La série a été diffusée pour la première fois le 27 janvier 2014 sur SVT. 
En France, la série est diffusée depuis le 22 décembre 2016 sur Arte.
La série a été tournée entre autres dans la province côtière de Roslagen, à Luleå, à Stockholm et à Åland (en Finlande).

## Synopsis
À la demande de leur mère Anna-Lisa Waldemar, trois frères et sœur — l'aîné Lasse, Oskar le cadet et Jonna la benjamine — se retrouvent réunis à la pension, alors qu'ils n'étaient plus en contact depuis plusieurs années. Anne-Lisa, son cadet et sa belle-fille, Liv, dirigent la pension familiale située dans le cadre magnifique des îles d'Åland (des îles autonomes de langue suédoise mais sous souveraineté de la Finlande). Lasse et Jonna qui ont depuis longtemps quitté les îles, reviennent de Suède où ils avaient déménagé — l'aîné, restaurateur criblé de dettes, à Stockholm, Jonna, comédienne dont la carrière décolle enfin, à Lulea. Quand Anna-Lisa est retrouvée morte après s'être suicidée, une dernière volonté de son testament va changer à jamais le destin et les relations entre les frères et sœurs Waldemar. Le retour à la maison devient conflictuel lorsque les secrets de famille remontent à la surface.

## Distribution
- Björn Bengtsson (VF : Eric Aubrahn) : Lasse (Lars) Waldemar
- Joel Spira (VF : Stéphane Pouplard) : Oskar Waldemar
- Aliette Opheim (VF : Claire Morin) : Jonna Waldemar
- Stina Ekblad : Anna-Lisa Waldemar
- Fredrik Hammar : Mauritz Waldemar
- Jessica Grabowsky (VF : Olivia Nicosia) : Liv Waldemar
- Saga Sarkola (VF : Lucille Boudonnat) : Cecilia Waldemar
- Molly Nutley (VF : Barbara Probst) : Kim Waldemar
- Donald Högberg : Konrad Waldemar
- Torkel Petersson (VF : Pierre Tissot) : Manne (Magnus) Wahlström
- Johanna Ringblom (VF : Frédérique Cantrel) : Mildred Pahkinen
- Tobias Zilliacus (VF : Dimitri Rataud) : Mikael Rosén
- Tanja Lorentzon (VF : Isabelle Miller) : Prästen Petra (Petra Andersson)
- Henrik Norlén : Bjarne
- Thomas Hedengran : Tommy Fasth
- Göran Forsmark : Regissören
- Tova Magnusson : Rakel Ohlson
- Stefan Sauk : Björn Lehman
- Conrad Stenberg (VF : François Bérard) : Fredrik Pahkinen
- Jonna Järnefelt (VF : Sophie Baranes) : Beatrice Norling

## Personnages principaux
- Anna-Lisa Waldemar : Mère d'Oskar, Lasse et Jonna. Son mari Mauritz était alcoolique et violent. Elle a été actrice plus jeune, et contribue à gérer le gîte au début de la série.
- Mauritz Waldemar: Mari violent et alcoolique d'Anna-Lisa. Disparu depuis environ 20 ans.
- Konrad Waldemar: Frère de Mauritz.
- Oskar Waldemar : Fils cadet d'Anna-Lisa et Mauritz. Frère de Lasse et Jonna. Mari de Liv. Père de Cecilia.
- Lasse Waldemar (Lars dans la version française): Fils aîné d'Anna-Lisa et Mauritz. Frère de Oskar et Jonna. Père de Kim. Divorcé.
- Jonna Waldemar : Fille d'Anna-Lisa et Mauritz. Sœur de Lasse et Oskar.
- Liv Waldemar : Femme d'Oskar. Mère de Cécilia.
- Kim Waldemar : Fille de Lasse Waldemar. Sa mère, dont Lasse vit séparé, réside à Copenhague.
- Cecilia Waldemar: Fille de Liv et Oskar Waldemar
- Manne Wahlström (Magnus dans la version française): Compagnon de Jonna. Auteur de pièces de théâtre.
- Beatrice: Avocate d'Anna-Lisa, chez qui le testament est déposé.
- Timo Lehto: Ami d'enfance de Lasse
- Mildred : Voisine de la pension Waldemar.
- Fredrik : Fils de Mildred
- Petra : Pasteure
- Mikael : Partenaire de scène de Jonna dans un théâtre amateur. Architecte.
- Björn Lehman : Riche homme d'affaires de la région, dont la fille se marie

## Résumé des épisodes

### Saison 1

#### Épisode 1
La pension familiale Waldemar est gérée par Anna-Lisa, Oskar, son fils cadet, et Liv, la femme d'Oskar. Un jour, Anna-Lisa y convoque ses 3 enfants qui ne s'apprécient guère. Il s'agit de Lasse, son fils aîné, Jonna, sa fille, et Oskar, son fils cadet. Leur père, qui était violent et alcoolique, a disparu depuis plusieurs années. Lasse est un restaurateur endetté établi à Stockholm. Jonna est actrice, installée à Lulea. Anna-Lisa leur parle un par un séparément et leur confie à chacun une phrase mystérieuse. À Oskar, elle dit : « Il est temps de pardonner ». Pour Jonna, le message est : « Tu n'es pas moi ». La consigne de Lasse est « Tu dois t'occuper d'eux ».
Le lendemain matin, Anna-Lisa est introuvable.

#### Épisode 2
Anna-Lisa s'est suicidée en mer. Les enfants Waldemar apprennent que pour hériter de la pension, ils doivent y travailler ensemble pendant la saison estivale et dégager des bénéfices. Le restaurant de Lasse a brûlé. Jonna ne souhaite pas passer l'été à Aland et veut rentrer à Lulea où son compagnon Manne l'attend.
Oskar refuse que sa voisine Mildred, avec qui il ne s'entend pas, assiste aux funérailles.

#### Épisode 3
Les héritiers Waldemar bénéficient d'un délai supplémentaire pour signer le contrat les engageant à travailler ensemble pour récupérer l'héritage. Jonna ne veut pas se laisser convaincre par ses frères, car elle doit signer un contrat intéressant pour sa carrière. Au dernier moment, cette opportunité se dérobe et elle signe l'héritage au grand soulagement de ses frères. En effet, sans la pension, Oskar perd son logement et son emploi, et Lasse ne parvient pas à récupérer l'argent de l'assurance de son restaurant car l'enquête envisage une piste criminelle.
Pour contribuer à la gestion de la pension, Lasse annonce qu'il souhaite terminer la construction de la piscine inachevée depuis plusieurs années. Oskar s'y oppose violemment.
La nuit suivante, Oskar sort un grand sac plastique de la boue qui se trouvait au fond de la piscine et le jette à la mer.

#### Épisode 4
Oskar confesse à Petra, la pasteure de l'archipel qui est sa maîtresse, qu'il a jeté à la mer le cadavre de son père qu'il avait tué plusieurs dizaines d'années auparavant, alors que celui-ci battait sa mère. Petra doit garder le silence. Elle est assez choquée et lui conseille de rechercher un équilibre. Liv, la femme d'Oskar, est surprise par Kim en train de humer les vêtements de Lasse : ils avaient eu une liaison environ 20 ans auparavant, avant le départ de Lasse et la naissance de Kim. Kim essaie en vain de vendre à Liv son silence. Jonna fait la connaissance de Mickael, un partenaire de scène. Lasse a besoin de 40 000 euros pour rembourser une partie de ses dettes. Il les demande à son frère peu enthousiaste. Il lui dit qu'il lui remboursera quand il lui revendra sa part d'héritage (la pension). Oskar finit par lui prêter l'argent. Quand Lasse demande si c'est grâce à une médiation de Liv, Oskar répond que non, c'est pour rechercher un équilibre.

#### Épisode 5
La pension reçoit un mariage important, promesse d'un bénéfice conséquent. Plusieurs incidents se produisent:
- La robe est accidentellement tachée par Cécilia. La mariée et son père menacent de ne pas payer. Finalement, Jonna réussit à ravoir la robe.
- Une partie des invités ne peut pas venir à la suite d'un problème de bateau.
- Le vin servi n'est pas celui commandé.
Le mariage a tout de même lieu et la pension dégage des bénéfices de cette opération.
Vingt ans plus tôt, quand Lasse avait quitté le domicile familial, il avait confié à son frère une lettre manuscrite chaleureuse d'au-revoir à l'attention de sa fiancée Liv qui était invitée à la rejoindre ultérieurement. Oskar s'était senti abandonné. Pour se venger, il avait remplacé la missive par un mot froid dactylographié. Liv avait beaucoup pleuré. En l'absence de Lasse, Liv et Oskar s'étaient mariés.

#### Épisode 6
Oskar doit conduire des plongeurs en mer, à l'endroit où il avait jeté le corps de Mauritz. Lasse et Liv se rapprochent. La police soupçonne Lasse d'avoir incendié son restaurant. Manne découvre avec colère la proximité entre Jonna et Mickaël.

#### Épisode 7
Un cadavre a été découvert en mer. Timo Lehto a été identifié par la police comme l'incendiaire du restaurant. Mickaël veut racheter la propriété de la voisine Mildred.

#### Épisode 8
Le cadavre retrouvé en mer se révèle être celui du mari de Mildred. Timo Letho a incendié le restaurant sur ordre de Lasse. Il ne le dénoncera pas à condition de recevoir une grosse somme d'argent. Manne pense avoir été trompé et sa relation avec Jonna devient conflictuelle. Il écrit parallèlement une nouvelle pièce.

#### Épisode 9
L'été se termine et la pension est bénéficiaire. Oskar espérait racheter les parts de ses frère et sœur et ne plus les revoir, mais ceux-ci hésitent à retourner à leur ancienne vie. Oskar reçoit des emails anonymes le menaçant de le dénoncer pour la mort de son père Mauritz et réclamant une rançon. Il en devient nerveux et paranoïaque. Il se confie à Petra qui lui conseille de ne pas céder au chantage. Il soupçonne Lasse et demande à Cecilia de voler son ordinateur portable. Celle-ci finit par accepter. Sa mère l'en empêche. Oskar soupçonne également Mildred, entre chez elle et lui demande agressivement d'avouer et de le laisser accéder à l'ordinateur. Mildred lui répond qu'elle n'a pas d'ordinateur.
Kim flirte avec Fredrik, le fils de Mildred. Ils partent en mer avec Cecilia. Leur bateau tombe en panne. Ils réussissent à accoster sur une île. Malgré les difficultés à trouver un endroit où le réseau téléphonique passe, Cecilia réussit à envoyer un SMS à sa mère. Pendant ce temps Liv et Lasse s'en étaient allés se promener ensemble. Ils se rendent à la petite cabane isolée vue quelques épisodes avant, et dans l'intimité de cette cabane, ils font l'amour. Oskar et Lasse viennent chercher en bateau les adolescents sur l'île.
La nouvelle pièce écrite par Manne a pour histoire la saga familiale de Jonna, et il propose à Jonna de jouer son propre rôle. Jonna refuse car elle ne souhaite pas voir la vie de sa famille ainsi étalée.

#### Épisode 10
Au tribunal, Timo ne dénonce pas Lasse pour l'incendie du restaurant et se fait condamner. La dernière cliente pour la saison de la pension est la femme de Timo qui souhaite récupérer l'argent. Lasse n'a pas encore touché l'héritage et vole dans la caisse de la pension. Il se fait prendre par Liv, qui finit par payer la femme de Timo et lui demande de ne jamais revenir.
Oskar soupçonne son frère d'être à l'origine du chantage par email et lui en veut de flirter avec Liv. Il se bat avec lui. Jonna les voit et intervient pour essayer de les séparer. Oskar menace Lasse : "J'ai déjà tué papa et je vais te tuer aussi!" Face à cette confession, Lasse et Jonna s'immobilisent. Oskar aussi par réaction. Les frères et sœur s'expliquent et se réconcilient. Lasse n'est pas l'auteur des emails de chantage. Chacun dit aux autres la phrase que leur mère leur a dite avant de mourir. C'est à une famille unie que Béatrice peut donner l'héritage de fin de saison.
Oskar décide de payer la rançon demandée par les mails anonymes et se rend pour cela à la banque. Il stationne toute la journée devant l'établissement avec Lasse pour essayer de voir qui viendrait chercher l'argent. Personne de sa connaissance ne vient.
Mildred part en mer avec Jonna pour disperser les cendres de son mari. Jonna lui explique les circonstances de sa mort. Mildred se suicide par noyade. Fredrik, son fils, trouve sur la table du salon une carte de crédit et constate la disparition. Kim veut partir à Copenhague où vit sa mère et propose à  Fredrik de la rejoindre. En partant, celui-ci s'arrête à la banque retirer l'argent qui était sur le compte de la carte de crédit laissée par sa mère, puis à la poste pour retirer l'enveloppe déposée par Oskar, laissant penser qu'il était l'auteur des mails de chantage.
Jonna apprend par la presse que la pièce de Manne qui a pour scénario la vie de sa famille est jouée, avec une autre actrice dans son rôle. Elle dépose une plainte pour violences contre Manne et se rapproche de Mikaël.
Liv part seule pour un voyage.